# حرمة ولد بابانا
أحمد بن مختار بن بابانا العلوي (1912 - 1979) ويسمى كذلك أحمد بابانا العلوي ويلقب من مناصريه في موريتانيا بالزعيم هو سياسي موريتاني وقائد عملية الكفاح السياسي ضد الاستعمار، كما يعد أحمد أول موريتاني يدافع عن الفلسطينيين في البرلمان الفرنسي الذي يضم ممثلين لجميع مستعمراتها في الاربعينيات.

## الاسم والمولد والنشأة
هو أحمد بن مختار بن بابانا العلوي ولد ببلدة لميلحة الواقعة في ولاية اترارزة حسب التقديرات سنة 1325هـ (1907م) أما أمه فهي مريم منت محمد الأمين الملقب وفي هذا المحيط ووسط مجالس عدد من العلماء من ضمنها مجلس (مدارس تقليدية) جده محمذن بن بابانا نشأ أحمد بن بابانا ليجد نفسه صاحب رسالة قوامها المحافظة على الأصالة والحرص علي نشر الدين الإسلامي ومثله السامية.

## دراسته
بدأ أحمد حياته الدراسية بدراسة القرآن الكريم وبعد حفظه درس كتب النحو والفقه واللغة.
بيد أن الشيء المثير الذي قام به هذا الشاب هو دخول مدرسة المستعمر بمبادرة ذاتية منه وفي وقت كان فيه سكان البلاد - خاصة في محيطه - ينفرون من المدرسة العصرية نفورا شديدا ويخفون أبناءهم خشية أن يأخذهم الفرنسيون عنوة إلي مدارسهم.
دخل أحمدو المدرسة حوالي (سنة 1925). وتابع دراسته بمدرسة أبناء الأعيان في بتلميت

## فترة عمله
بدأ أحمد العمل وهو ابن 27 سنة أي في حدود سنة 1934م كمعلم للغة الفرنسية بنفس المدرسة التي تابع فيها دراسته (مدرسة بتلميت) حيث درّس أبناء أمير اترارزة وأبناء أمير تكانت وغيرهم من أبناء الأعيان لم تطل ممارسته للتدريس على الرغم من أنه تابع عدة دورات للتكوين في هذا المجال، وتحول إلى مهنة أخرى كانت سلطات الاستعمار بحاجة ماسة إلى أصحابها وهي مهنة مترجم الذي كان يشكل الوسيط الأساسي بين الإدارة الفرنسية والسكان وهو ما جعل منها مهنة خطيرة وحساسة في تلك الحقبة.
مارس العمل كمترجم في العديد من مناطق البلاد خاصة في امبود ونواكشوط وأطار وبير أم اكرين واكجوجت ونواذيبو... وخلف في كل هذه المناطق سمعة طيبة بفضل حميته للمواطن وحرصه على مصلحته في وجه الإدارة الاستعمارية.
وخلال السنوات العشر التي قضاها مترجما انحصرت خلافاته مع رجال الإدارة الاستعمارية في التصرفات التي كان يقومون بها ضد السكان.

## ممارسته للعمل السياسي
أحمد مرشحا للحزب الإشتراكي الفرنسي
بدأ أحمد فور اطلاعه على مقتضيات دستور الجمهورية الرابعة (أكتوبر 1946) حملته الانتخابية، بعد أن رشح نفسه كاشتراكي في نطاق الفرع الفرنسي للدولية العمالية (S.F.I.O) الحزب الإشتراكي الفرنسي حاليا وقد حصل على دعم الاشتراكيين السنغاليين (ليوبولد سنغور ولمين كي) وكل الساخطين على المستعمر وسياساته الذين وجدوا فيه منقذا يخلصهم من نير الاستعمار، كما أن السمعة الطيبة التي اكتسبها في مختلف المناطق التي عمل بها رجحت الكفة لصالحه.
هذه العوامل مجتمعة أدت إلى فوز أحمد في الانتخابات التشريعية التي جرت في العاشر من نوفمبر 1946 على منافسه الرئيسي ايفون رازاك (كان القانون الفرنسي يسمح للمواطنين الفرنسيين الترشح في أقاليم ما بعد البحار) وذلك بأغلبية 63% من الأصوات المعبر عنها، وبعد فوزه بدأ تنفيذ التزاماته الانتخابية التي تضمنها تعهده لناخبيه بالمحافظة على الأصالة والسعي إلى التطوير والرقي والتجاوب مع طموحات الشعب.

أبرز محاور برنامجه الإنتخابي
- وضع سياسة للماء كما هو الحال بالنسبة للمغرب «سدود وآبار وخزانات للماء»
- تشييد طرق سالكة في مختلف المواسم وخاصة منها التي تربطنا بالمغرب والسنغال لأن ذلك ضروري لاقتصادنا
- تعميم التربية بلغة العربية والفرنسية

بعض إنجازاته كنائب في البرلمان الفرنسي
الجانب الإقتصادي والسيادة الوطنية
قام بترسيم الحدود مع مالي وضم الحوضين (الشرقي والغربي) بعد أن كانا تابعين لمالي 
ومكن كفاحه أثناء فترته الانتخابية من إلغاء الكثير من الإجراءات الاستعمارية المجحفة بالسكان مثل العمل القسري كما أنه ألغى ضريبة الشخص التي كان يتعين على كل شخص بذاته دفعها وكذلك الضيافة الإجبارية للجنود الفرنسيين والتسخير بكل أشكاله، كما ابعد كافة الحكام الفرنسيين الذين عرفوا بسوء معاملة المواطنين...
وقد نوه بعض الموريتانيون بهذه الإنجازات وخلدها شعراؤهم في قصائدهم الفصيحة والشعبية واعتبروها من اعظم مناقبه.

مناصرته للقضية الفلسطينية

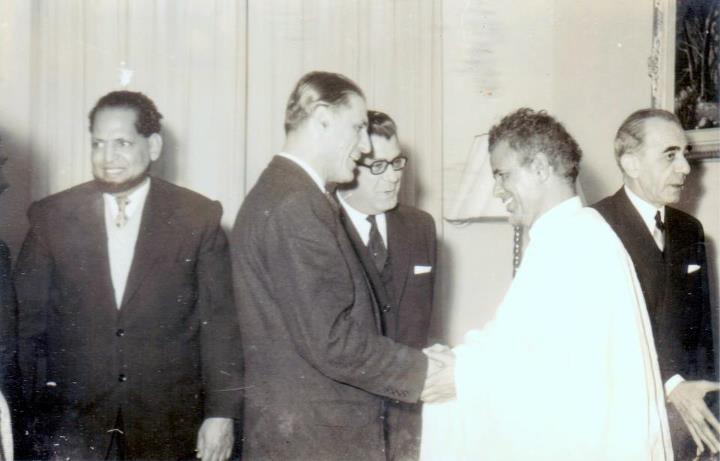
أحد القادة والسياسيين العرب يستقبلون الزعيم الموريتاني احمد بابانا العلوي

وكانت له مواقف مشهودة في البرلمان الفرنسي إذ عارض تقسيم فلسطين وطالب فرنسا بوقف مساعداتها للكيان الصهيوني بل وهددها بأنها إذا لم تتخل عن مساعدة الصهاينة بأنه سيعود إلى موريتانيا ويعلن منها الجهاد في سبيل الله، وكان لهذا التدخل وقع كبير في البرلمان الفرنسي حيث منحته صحيفة «لموند» الباريسية في عددها الموالي اهتماما كبيرا. وقد استقال من الفرع الفرنسي للدولية العمالية احتجاجا على الاعتراف بإسرائيل كما دافع من داخل قبة البرلمان الفرنسي عن قضايا التحرير في المغرب العربي وفي إفريقيا.
جاء في تصريح لسفير فلسطين في نواكشوط عدنان أبو الهيجاء " لقد وقف أحد أقطاب السياسة الموريتانية وهو أحمد بابانا العلوي في سنة 1947، عندما تم قيام دولة الاحتلال في فلسطين، وقف في البرلمان الفرنسي وموريتانيا ما زالت تحت الاحتلال الفرنسي وقف ليقول بعد أن جمع حوله بعض المندوبين الأفارقة، قال لهم لو اعترفتم بإسرائيل فإننا سننسحب من هذا البرلمان

وتتويجا لنضاله في هذا المجال قامت فرنسا بإلغاء إرسال ثلاثة سفن من المساعدات العسكرية والمدنية لإسرائيل نتيجة ضغوط قام بها النائب أحمدو في البرلمان
تأسيس حزب الوفاق الموريتاني
وتميزت سنوات نيابته بنشاط مكثف في موريتانيا كان أحمدو محركه الأساسي من خلال المهرجانات والاجتماعات التي كان يعقدها هنا وهناك ويتابعها إداريو المستعمر عن كثب، حيث يركز على ضرورة الوعي في سبيل الخروج من ربقة الاستعمار، وخلق بخطاباته الحماسية وتصرفاته المدروسة وعيا بضرورة مواجهة المستعمر، وأجج روح الثورة في صفوف السكان، مما جعل الفرنسيين يتأكدون أنه ليس رجلهم المناسب وأنه يلزم السعي إلى التخلص منه إد لم يترك لهم وكرا في أفريقيا إلا وخلخله، فكثفوا نشاطهم من أجل الوقوف في وجه عودته إلى عضوية البرلمان.
وفي هذا السياق رأوا ان أحسن وسيلة لذلك هي تشكيل تيار سياسي مناوئ لأحمد للحيلولة دون عودته إلى البرلمان الأمر الذي تحقق لاحقا في فبراير 1948 عبر تأسيس حزب الاتحاد التقدمي الموريتاني الذي ضم الزعماء التقليديين والشباب المتخرجين حديثا من المدارس الفرنسية، واستطاع هذا الحزب بسرعة استقطاب بعض الشيوخ الدينيين والقبليين باعتباره تحالفا بين الوجهاء ضد أحمد الذي وجدوا أنه يهدد مصالحهم في إطار تعاملهم مع الإدارة الاستعمارية، خاصة أن هذا الحزب اعتبر منذ نشأته امتدادا لحزب تجمع الشعب الذي أسسه الجنرال ديغول.
وحينما أحس أحمدو أن مناوئيه أصبحوا يتوفرون على حزب منظم يهدد أغلبيته الانتخابية قام بإصدار صحيفة تولى بنفسه إدارتها وفي يونيو سنة 1950 أسس حزب «الوفاق الموريتاني» الذي تولى فيه منصب المدير السياسي، وجعل هذا الحزب من أهدافه النهوض بالبلاد من خلال إقامة هياكل ديمقراطية وعصرية والسعي إلى الوحدة والأخوة في المجتمع.
تزوير الإنتخابات لإسقاط أحمد واعتراف الحاكم الفرنسي بذالك
وعندما حان وقت الانتخابات التشريعية التي جرت في الـ 17 يونيو 1951 رشح حزب الوفاق السيد أحمد بابانا العلوي الذي خسر هذه الانتخابات بفارق طفيف بينه مع منافسه الرئيسي سيدي المختار ولد يحي انجاي
وهنا طعن أحمد وحزبه في صحة نتيجة هذه الانتخابات التي اعتبروها مزورة بناء على أوامر الإدارة الفرنسية التي لم تكن حيادية، وقد أقر الحاكم الفرنسي غابيريل فيرال في كتابه «طبل الرمال» أنه مارس التزوير في مدينة كيفه، كما اتهم السيد بوياغي ولد عابدين الإدارة الفرنسية بأنها انحازت أثناء الاقتراع لمرشح الاتحاد التقدمي الموريتاني ومارست العنف ضد أعضاء الوفاق لتقضي على حرية التصويت كما قال كثيرون من ضمنهم شخصيات فرنسية بارزة بتزوير الانتخابات.
وفي الفترة ما بين يونيو 1951 ويناير 1956 كان أحمدو يعبئ مناضلي حزبه في سبيل كسب المزيد من المقاعد في الهيئات المنتخبة ولكن الإدارة الاستعمارية كانت مصرة على الوقوف في وجهه حتى لا يشجع روح الثورة والتمرد في موريتانيا ومحيطها.
وبدأت الإدارة الاستعمارية مضايقته الشخصية: "بتعليق راتبه لأسباب غامضة، وتحويله إلى دكار، ومنعه من زيارة بلده الخاص.. أي أنه محاصر|.
ومع ذلك خاض الانتخابات التي جرت بتاريخ 2 يناير 1956 ليفوز عليه سيدي المختار انجاي مرة أخرى بنسبة 58,6%.
وبعد هذه الانتخابات التي طبعها تزوير فاحش ومفضوح وتدخل سافر للإدارة الاستعمارية من أجل إسقاط وإقصاء أحمد بوصفه عدوا للدولة الفرنسية، بعد أن عبأت الإدارة الزعامات التقليدية وجميع أعوانها لهذا الغرض، جاءت النتائج وفق ما كان متوقعا لصالح الطرف الآخر وكانت أدلة التزوير واضحة وكان من أبرزها أن النتائج أعلنت قبل الانتهاء من فرز صناديق الاقتراع لبعض المكاتب النائية من شرق البلاد.
على هذا الأساس سافر أحمد إلى فرنسا للطعن في صحة هذه الانتخابات عن طريق الحزب الذي كان ينتمي إليه وطلب من المجلس الدستوري إلغاء نتائجها وإعادتها على أسس سليمة ونزيهة. استجاب المجلس الدستوري لهذا الطعن وأعطى موافقته لإعادة الانتخابات لكن سرعان ما تراجع بفعل ضغوط الإدارة الاستعمارية التي قالت: إن مصلحة الدولة الفرنسية تأتي قبل مصلحة الأحزاب والأشخاص وأن هذه المصلحة اقتضت إبعاد أحمد عن مركز القرار السياسي بموريتانيا.
وبعد هذا التراجع من المجلس الدستوري الفرنسي عاد أحمدو من جديد إلى باريس ليدافع عن حقه
تعرض أحمد لمحاولتين لاغتياله (سينلوي وباريس)
تعرض أحمد بابانا العلوي لمحاولة اغتيال بحقنة سامة في أحد مستشفيات سانت لويس (السنغال)، كادت أن تنهي حياته لولا يقظة مرافقيه الذين انتزعوها قبل انتهائها وأحضروه إلى طبيب آخر قدم له المصل المضاد، أما المحاولة الثانية فكانت في باريس حين أطلعته جهة إستخباراتية عربية (من دول الشرق الأوسط) على مخطط مبيت لاغتياله وأكد له هذا الخبر عدد من أصدقائه الفرنسيين، ليقوم ميشيل فرعون (دبلوماسي في السفارة اللبنانية في باريس) بتهريبه متخفيا إلى سويسرا في القطار، في حين أخبر الفرنسيين أنه تلقى هاتفا مهما من الوطن وأنه سيعود فورا إلى السنغال في أول طائرة.

. في سويسرا فوجد في استقباله السفير المصري في سويسرا والسيد محمد فائق والسيد فتح الديب (كانوا حينها ضباط في الجيش أو الأمن المصري).
وبما أن التغيير الذي كان يحاول أحمدو إحداثه من الداخل لم يعد ممكناً حيث سدت في وجهه السبل فلم يكن أمامه غير التفكير في البدائل الممكنة فاستفتى العلماء حول الموقف الذي ينبغى اتخاذه وهنا تولدت لديه فكرة الهجرة إلى حيث يجد من يدعمه في تطبيق ما يسعى إليه من تخليص موريتانيا من ربقة الاستعمار وامتثالا لقوله تعالي«ومن يهاجر في سبيل الله يجد في الأرض مراغما كثيرا وسعة»
ولدى مقامه بسويسرا التقى أحمد فرحات عباس وأطلعه على مشروعه للنضال المسلح ووقع معه معاهدة نضال مشترك بموجبها يساند مناضلى جبهة التحرير الجزائرية إخوانهم من مناضلى موريتانيا في حال ما إذا استقلت الجزائر قبل موريتانيا والعكس صحيح وان أعضاء جبهة التحرير الجزائرية هم أعضاء في جيش التحرير والعكس صحيح أيضا.
لجوئه إلى مصر ولقائه بجمال عبد الناصر
من سويسرا ارتحل إلى القاهرة حيث استقبله ورحب به جمال عبد الناصر ومنحه حق اللجوء السياسي ووصفه بالبطل القومي. وافتتح مكتب لتحرير موريتانيا بالقاهرة.
في مصر، التقى كل الفاعلين السياسيين ورجال الدين وتلقى وعدا من عبد الناصر بالدعم المادي والمعنوي لمقاومة الاستعمار

وقد أعلنت صحيفة لوموند في عددها الصادر يوم 27 يونيو 1956 نبأ وصول السيد أحمد إلى القاهرة ليشكل ذلك تحولا سياسيا بارزاً في الوجود الفرنسي بموريتانيا وتأثيره على الحياة السياسية بها.
وإثر الإعلان عن فتح مكتب لتحرير موريتانيا اتصل به زعماء دول المغرب العربي المتواجدون آنذاك بالقاهرة وطلبوا منه انخراط مكتبه في مكتب المغرب العربي بوصف موريتانيا دولة مغاربية فاستجاب لهذا الطلب ونشط داخل هذا المكتب الذي كان عبارة عن منسقية لزعماء دول المغرب العربي المناضلين من أجل استقلال بلادهم وتعرف من خلال نشاطه داخله على العديد من الزعماء: الحبيب بورقيبة، علال الفاسي، عبد الكريم الخطابي...
لله الجميع في الاحتفال بعيد الجلاء وخلال هذه الاحتفالات التقى أحمد بولي العهد وجرت بينهما محادثات ومن جملة ما قاله أحمدو لولي العهد المغربي انه جاء إلى مصر سعيا لتحرير موريتانيا وطلبا للدعم من الإخوة والأشقاء لهذا الهدف وان موريتانيا لن تتحرر بالبلاغات والخطب الإذاعية وانه في حاجة إلى دعم مادي ولوجستي لنضاله التحرري وذلك من بلد على تماس مع بموريتانيا.
عاد ولي العهد إلى المغرب وأطلع الملك المغربي على ما دار بينه من محادثات مع أحمد بابانا العلوي فوجه محمد الخامس الدعوة لأحمد من اجل القدوم إلى المغرب وأعطى التعليمات بتوفير جميع التسهيلات والإمكانات والظروف التي تمكنه من مواصلة كفاحه النضالي من أجل تحرير بلاده من الاحتلال الفرنسي.
وبعد وصول الدعوة الملكية إلى أحمد استأذن الرئيس جمال عبد الناصر في السماح له بمغادرة مصر إلى المغرب حيث يستطيع مزاولة نشاطه النضالي وتحرير موريتانيا من هناك فرفض الرئيس جمال عبد الناصر الفكرة بحجة أن المغرب حديث عهد بالاستقلال والجنود الفرنسيين مازالوا متواجدين على الأرض المغربية مما لا يطمئن على أمن أحمدو لكنه في الأخير استجاب بضغط من أحمدو والزعيم علال الفاسي.
استقبل أحمدو من طرف الملك محمد الخامس فور وصوله ورحب به وقال له إن المغرب مستعد ليضع رهن إشارته كل الوسائل المادية والبشرية واللوجستية من أجل مواصلة كفاحه ومقاومته لطرد الاستعمار الفرنسي بموريتانيا.
أحد خطاباته التاريخية في إذاعة صوت العرب بالقاهرة

خطابه الأول والشهير في إذاعة صوت العرب 
بسم الله الرحمن الرحيم
«أن أريد إلا الإصلاح ما استطعت وما توفيقي إلا بالله عليه توكلت وإليه أنيب» صدق الله العظيم
يا جماهير شعبنا في موريتانيا والسنغال والسودان (يقصد دولة مالي)، أنا أحمد ولد بابانا، أخاطبكم من جمهورية مصر العربية
لقد تعرضت لمحاولة اغتيال في فرنسا وقد نجوت بفضل الله وعونه.
أنا موجود في مصر وأتمتع بصحة جيدة.
أدعوكم جميعا إلى مقاومة المستعمر، أعداء الله وأعداء رسوله، حتى تخرجوهم من بلادنا الطاهرة والله ولي التوفيق
وفي الثامن عشر من نوفمبر سنة 1956 حصل المغرب على الاستقلال وعاد الملك محمد الخامس من منفاه. بعد أشهر قليلة قام ولي عهده مولاي الحسن بزيارة لمصر ممثلا للملك محمد الخامس
لجوء أحمد بابانا العلوي للمغرب
في سنة 1957 لجئ إلى المغرب وأستقبله الملك إستقبال الأبطال 
وبمجرد وصول أحمدو إلى المغرب التحقت به من موريتانيا شخصيات وطنية بالغة الأهمية منها وزراء استقالوا من حكومة المختار ولد داداه ورفضوا الاعتراف بها
من بين الشخصيات الوطنية المقاومة التي التحقت بأحمدو في المغرب الأمير محمد فال ولد عمير أمير اترارزة وابن أخيه الأمير الشيخ أحمد ولد سيدي والأمير أحمد عيدة أمير آدرار والدكتور محمد المختار ولد أباه والدي ولد سيدي بابا ومحمد أحمد ولد التقي وإسماعيل ولد اعبيدنا وماء العينين ولد النور ومحمد الحنشي ولد محمد صالح وسيدي ولد الداهي وشغالي ولد مـگـي ومحمد سالم ولد بوبوط كما التحقت به الآلاف من الشباب والشيوخ من أبناء موريتانيا والصحراء من شتى القبائل.

زيارة مهمة ل أحمد بابانا العلوي لجمهورية مالي
في سنة 1959يستقبل من طرف الرئيس المالي موديبو كيتا يوفر له الدعم اللازم في الأراضي المالية لتسيير عمليات عسكرية ضد الفرنسيين ـ يقوم بتأسيس قيادة لجيش التحرير في الأراضي المالية.
حزب النهضة وريث حزب الوفاق
أسس بوياكي ولد عابدين بتنسيق ومباركة رفيقه في النضال أحمد بابانا العلوي حزب النهضة الوطنية ليكون الوريث الشرعي لجزب الوفاق الذي أعلنت فرنسا حله وشاركهم في النضال لحزب النهضة القادة الوطنيين التاريخيين أحمد بابه ولد أحمد مسكه والشيخ ماء العينين ولد محمد الأمين اشبيه وهيبه ولد همدي وبمبه ولد اليزيد
حزب النهضة تأسس سنة 1958 وحزب النهضة هو الجناح السياسي للمقاومة الموريتانية وجيش التحرير هو الجناح العسكري وكان بينهم تنسيق تام وقيادة موحدة
وانتشر حزب النهضة خصوصا في سنة 1958 إلى أوائل 1960 على ثقة وتعاطف بل حتى انضمام الموريتانيين في موريتانيا كلها خاصتا المناطق الشمالية والغربية بشكل لم يسبق له مثيل في الحياة الحزبية والسياسية الموريتانية.
في سنة 1960 قررت الحكومة الموريتانية التابعة للإتحاد الفرنسي -كان هذا قبل الاستقلال- (المختار ولد داداه- حمود ولد لمحيميد- سيدي المختار ولد يحي انجاي- معروف ولد الشيخ عبد الله إلخ) التفاوض مع حزب النهضة. حينها كان محرما على زعيمها بياكي ولد عابدين وأحمد بابانا العلوي وغيرهم من زعماء حزب النهضة الوطنية من دخول موريتانيا.. عندما بدأ الزعماء يفدون إلى نواكشوط قامت الجماهير الغفيرة، المساندة للنهضة بقيادة رجل يسمى سيد أحمد، بتكوين جيش مدني اصطدم بدرك المطار الذي لم يتمكن من صده إلى أن حملوا الزعيم بياكي على أكتافهم حتى دار الضيافة في لكصر.. هذا الحدث أفهم الحكومة أن حزب النهضة على درجة كبيرة من القوة وبالتالي يجب أن يحسب له حسابه الشيء الذي قوى لديها فكرة التفاوض.
بدأت الحكومة في نقاشات مطولة (على مدى أسبوع) مع مكتب انتخبه حزب النهضة دون التوصل إلى نتائج. هكذا قررت اعتقال أعضائه في وقت متأخر من الليل وجعلتهم في طائرة خاصة أقلتهم إلى جهة مجهولة (تبين فيما بعد أنها تيشيت)
ومن الغريب ان إذاعة الساعة السابعة صباحا من الرباط هي التي علم من خلالها المتعاطفون مع النهضة باعتقال الزعماء.. في ضحى نفس اليوم زار المناضلون محل إقامة زعماء المعارضة ليتأكدوا من صحة الخبر.. بدأت الاضطرابات والتنسيقات والتحركات في صفوف الحركة (الحزب) واستـُـدعي لمؤتمر غير عادي بغية انتخاب قيادة مؤقتة في دجمبر من نفس السنة.

جيش التحرير الموريتاني

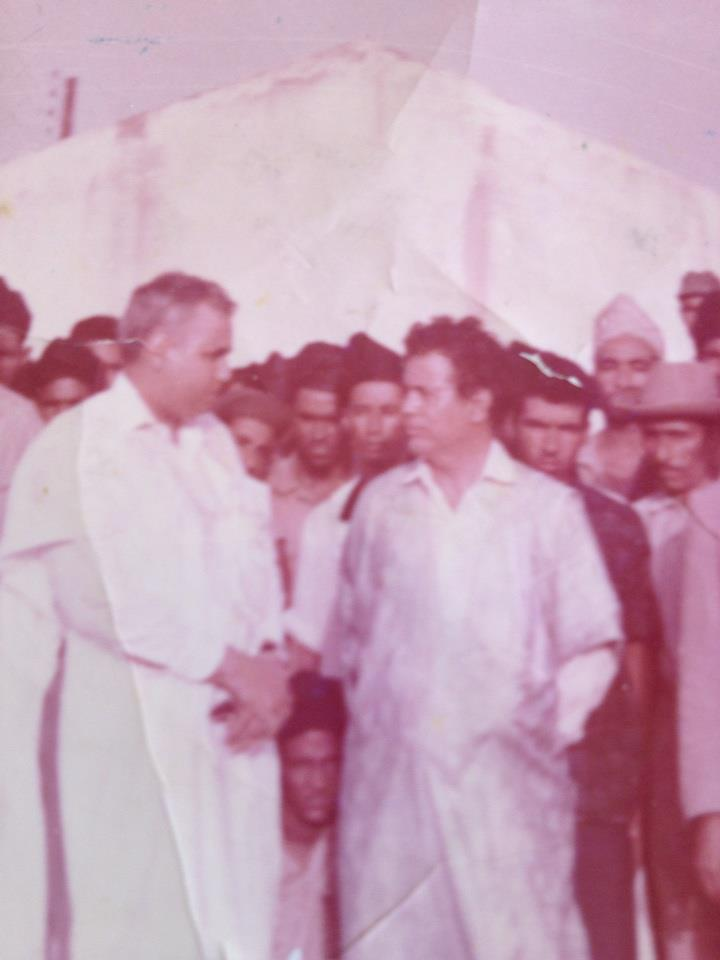
صورة للمجاهد أحمد بابانا العلوي أثناء تفقده لكتيبة لجيش التحرير الموريتاني قبل هجومها عل المستعمر في الحدود الشمالية

لقد كان أحمد بابانا العلوي القائد الأعلى لجيش التحرير الذي كان يضم الوطنيين الموريتانيين المجاهدين
وكان للنضال يومها شقين: شق سياسي تتوسطه الشخصيات السياسية السالفة الذكر التي لجئت للمغرب وشق عسكري مسلح يباشره تنظيم عسكري هو جيش التحرير الذي كان قوامه 1200 عنصرا جنودا وضباطا.
وهنا قام أحمدو بحملة تعبئة واسعة النطاق عبر إذاعة موجهة لموريتانيا والصحراء وصحف ومنشورات كانت توزع داخل البلاد رغم أنف المستعمر، في حين أقام مراكز للتدريب في عمق موريتانيا وكذلك في الدول المجاورة مالي (حيث كانت تربط أحمد علاقات صداقة بينه وبين الرئيس المالي آنذاك موديبو كيتا)، المغرب، سنغال (بالقرب من مدينة كولخ) وفي فترة وجيزة أصبح جيش التحرير تحت قيادته قوة يحسب لها ألف حساب حيث قام بجملة من العمليات هزت السلطات الفرنسية وأزعجتهم وزعزعت أمنهم.
وكان المنتمون لهذا الجيش يؤدون اليمين على المصحف على أساس أن هدفهم هو عساكر المستعمر ولا يتعرضون للمسلمين وللمدنيين الفرنسيين من المستوطنين والإداريين بقتل ولا نهب ومن خالف يعقد له مجلس تأديبى خاص ينظر في عقوبته.
وعلى إثر هذا النشاط العسكري الذي تزعمه أحمدو قررت السلطات الفرنسية محاكمته غيابيا في محكمة عسكرية بداكار بتهمة الخيانة العظمى للدولة الفرنسية وصدر ضده حكم بالإعدام مع تجريده من جميع حقوقه المدنية.

أشهر العمليات التي قام بها جيش التحرير الموريتاني
عملية تكل
عملية تكل بأطار سنة 1957 قتل فيها 14 جندي فرنسي
عملية النعمة
أو ما يعرف بعمارة النعمة قتل يها العشرات من الجنود الفرنسيين
نترككم مع شهادة لأحد المشاركيين في هذه العملية وهو محمد الأمين ولد اباه الناجي " لقد حُـول اسويدات (ضابط في الجيش الموريتاني حيث كان الجيش أنذاك تحت سلطة الفرنسيين وكان الضابط سويدات في نفس الوقت عضو في جيش التحرير الموريتاني الذي يقوده بابانا العلوي) من أطار إلى النعمة، فبدأ يتصل على بالجنود وضباط الصف في فيلقه الجديد بمدينة النعمة، فناقش البعض وأقنعهم بضرورة مقاومة الفرنسيين.. دخل اسويدات في علاقة وثيقة مع تاجر يسمى امـّـاعلي (كان مناضلا في حزب النهضة وجيش التحرير) تكلف اماعلي بتزويد المجموعة بالمال والسلاح. وكان صاحب الربط بين المجموعة وأحمدبابانا العلوي الذي يقود إبانها تمردا مسلحا على الحدود الموريتانية المالية بعد اتفاقه مع حكومة موديبو كيتا على السماح له باستغلال حوزتهم الترابية بغية تحرير موريتانيا من نير الاستعمار.
شكل اماعلي حلقة وصل جيدة بين أحمد بابانا العلوي (الموجود على الحدود الموريتانية المالية) وبين الجنود المتعاطفيين (مع توجهات أحمد بابانا العلوي الوطنية)في القاعدة العسكرية بالنعمة.. بعد اتفاق الجنود على ان يقوموا بعملية قتل الفرنسيين، وبعد ان حددوا موعدا لذلك، أخبروا احمد بابانا العلوي (عن طريق اماعلي) فأرسل لهم مجموعة في نفس الليل مكلفة بتغطية عمليتهم.. تابعت مجموعة أحمد القادمة من مالي مسيرها حتى أصبحت على مشارف النعمة، فأطلقت وابلا من الرصاص بغية التمويه ولفت الأنظار عما سيحدث داخل المدينة.. كانت المجموعة الفرنسية في مقهى حين أطلق عليها الرفاق وابلا من رصاص المسدسات والقنابل الخفيفة.. قتل فرنسيون وجرح آخرون.. كان الليل قد تأخر.. أصبح الجميع على قناعة تامة بأن العملية مدبرة من الخارج: أي من طرف مجموعة احمد بابانا العلوي.. ولسوء الحظ أن أحد الجنود الموريتانيين المشاركين في عملية قتل الفرنسيين ادعى المرض (والحقيقة انه جبـُـن) وطلب من الجنود الموالين حمله إلى المستشفى للعلاج، ولما وصل قال قولته المشهورة: «غطوني أحكي لكم الحكاية».. ومن ذلك اليوم والناس يسمونه: «غمبروني»(تعني بلهجة الحسانية غطوني).. أعطاهم الجندي خبرا مفصلا مفاده أن مجموعة من المسلحين يتزعمها اماعلي هم أصحاب العملية، وليس غيرهم. وأضاف اسم اسويدات وآخرين.. اعتقل الجميع وجيئ بهم إلى نواكشوط فحكم على الشهيد اماعلي والشهيد اسويدات (وثالث لا يتذكر الشاهد اسمه) بالإعدام، وتم تنفيذ الحكم علنيا وبأمر من الرئيس السابق المختار ولد داداه
عملية نواكشوط
قتل فرنسي في نواكشوط من طرف الرفيق فاضل ولد عبداوه
عمليات أخرى
عملية زويرات، تجكجة وغيرها.... وعمليات نوعية ضد الاحتلال الفرنسي في موريتانيا والاحتلال الإسباني في الصحراء الغربية
حل جيش التحرير الموريتاني بعد خروج الجنود الفرنسيين من موريتانيا
وفي سنة 1965 تم حل جيش التحرير الذي قام بعمليات ناجحة أسفرت عن مئات القتلى من جيش الاحتلال الفرنسي والإسباني، تم حله من قبل أحمد بابانا العلوي بعد خروج آخر جندي من الإستعمار الفرنسي من موريتانيا ومراجعة الاتفاقية بين موريتانيا وفرنسا.حينها أعلن أحمد أن مهمته قد انتهت
رفض أحمد بابانا العلوي لعديد من المناصب الحكومية
وعلى الرغم من كل هذا بقي السيد أحمد منهمكا في تنظيم المقاومة على الصعيدين العسكري والسياسي رافضا أي منصب في الحكومة المغربية لا يمت بصلة مباشرة للمهمة التي جاء من أجلها إلى المغرب ولم يثنه الإعلان عن استقلال البلاد في الـ 28 نوفمبر 1960 عن مواصلة الكفاح إذ اعتبر ذلك خدعة من المستعمر الفرنسي، وتعزز لديه الأمر عندما اطلع على الاتفاقيات التي وقعت في يونيو 1961 بين فرنسا والحكومة الموريتانية فاعتبر أن هذه الاتفاقيات تفرغ الاستقلال من محتواه.
وما من شك في أن هجرة أحمد بابانا العلوي إلى المغرب وإسماعه لصوت موريتانيا المطالبة بالاستقلال والتجاوب الذي لقيته دعوته داخل البلاد وفي الوطن العربي وانطلاق العمليات العسكرية من جديد عوامل دفعت إلى التعجيل برحيل المستعمر قبل الموعد المحدد، ذلك ما يعترف به جوزيف روجي بنواست (JOSEPH-ROGER-DE BENOISTE) في كتابه «أفريقيا الغربية الفرنسية من مؤتمر ابرازافيل 1944 إلى الاستقلال 1960» حيث يقول «لقد كان صعبا على الرئيس المختار ولد داداه أن يؤخر مسيرة موريتانيا نحو الاستقلال فقد كان مدفوعا من قبل الوطنيين في النهضة الوطنية».
ويذكر هذا الكاتب الفرنسي أن الجنرال ديغول اتفق مع المختار ولد داداه على أن يكون الاستقلال خلال سنة 1961 لكن ظروف المقاومة اقتضت التعجيل بموعده سنة، وفيما كان التحضير جاريا للحصول على الاستقلال ظهر مرسوم بتاريخ 19 أكتوبر 1960 يحل حزب النهضة الوطنية «لنشاطه التخريبي» – على حد تعبير جوزيف روجي دينوا ست.

## اعتزاله للعمل السياسي
في سنة 1965 وبعد مراجعة الاتفاقيات مع فرنسا اعتبر أحمد أن مهمته قد اكتملت عندما تأكد أن الجنود الفرنسيين قد خرجوا من البلاد لأنه كان قد التزم بمواصلة الكفاح إلى أن يخرج آخر جندي فرنسي من موريتانيا.
وفي سنة 1967 طلب من الملك المغربي الحسن الثاني السماح له بمغادرة المغرب للمقام بالديار المقدسة اعتبارا إلى أن مهمته قد انتهت بتحرير موريتانيا وخروج القوات الفرنسية منها.
لجوء بابانا العلوي لمكة المكرمة وعمله بمنظمة رابطة العالم الإسلامي
وعندها انتقل أحمد بابانا العلوي إلى مكة المكرمة مجاورا لبيت الله الحرام، وتفرغ للدعوة إلى الله من داخل رابطة العالم الإسلامي التي شغل فيها مناصب هامة.
الشخصيات التي أسلمت على يد أحمد بابانا العلوي
وأسلم على يديه الكثير من الشخصيات من بينهم بعض الرؤساء الأفارقة كالرئيس عمر بونغو وبعض وزراء الغابون واعداد كبيرة من سكان الغابون والدول المجاورة لها، وكان لديه برنامج موجه إلى الأفارقة باللغة الفرنسية وكان هذا البرنامج فرصة لتعلم الإسلام والتفقه فيه وقد برع في ذلك بفضل علمه وتجربته الواسعة وتمسكه بالدين.
الرئيس الفرنسي يلغي حكم الإعدام بحق بابانا العلوي ويعترف بأحمد كشخصية وطنية
وعلى إثر العفو عنه الذي صدر في فرنسا أثناء عهد الرئيس الفرنسي جورج بومبيدو سنة 1973 وبتدخل من بعض الساسة الفرنسيين على إثر هذا العفو أصدرت الحكومة الموريتانية هي الأخرى عفوا عنه.
ولقد عللت فرنسا تراجعها عن الحكم بأن موقف أحمد بابانا العلوي داخل في إطار الكفاح الوطني ومن أجل التحرر الذي قام به غيره من زعماء العالم وردت فرنسا له اعتباره وحقوقه المادية والمعنوية كزعيم وقائد لحركة تحرر وطنية
دوافع صراع أحمد بابانا العلوي مع الاستعمار الفرنسي
لقد كانت دوافع هذا الصراع دوافع دينية في مجملها إذ كان يشعر دائما أنه يخوض صراعا بين الإيمان والكفر، وأن إغاظته للكفار سبب في اكتساب العمل الصالح من خلال مرضاة الله تبارك وتعالى.
إن أحمد كان يعتبر نفسه داعية إلى الله يدافع عن القيم الإسلامية، يأمر بالمعروف وينهى عن المنكر، ولا تأخذه في الله لومة لائم، لم يمنعه تسلط المستعمرين من أن يقول كلمة الحق ويدافع عن أبناء المسلمين في وجه الطغاة الاستعماريين.
كان يحس بأنه لا بد من الكفاح من أجل التخلص من ربقة المستعمر وأن الإذعان له ليس من مصلحة الدين أو الدنيا، وكان يشعر بأن السلطات الفرنسية لا تريد تعمير البلاد بل تحرص على تخلفها، فلم تقم ببناء أية منشآت ولم تسع إلى النهوض بالتنمية خلافا لما فعلت لأقاليم أخرى.
لذلك اقتنع أحمد بابانا العلوي بأن كفاح المستعمر واجب ديني بحسب ما استطاع المسلم إعداده من قوة، فكانت البداية مع النضال السياسي ثم جاء دور المقاومة المسلحة –في آخر المطاف- لإرغام الفرنسيين على الخروج السريع من البلاد.

أغراض هذا الصراع
وهب أحمد بابانا العلوي نفسه للكفاح من أجل تخفيف معاناة أبناء وطنه الذين كانوا قبل توليه النيابة يعيشون مختلف أنواع القهر والتسلط، فكان صراعه في سبيل القضاء على كل أنواع التعسف خاصة منها العمل القسري والضرائب المجحفة ومصادرة الممتلكات التي تعوّد عليها جنود المستعمر الذين كانوا يمارسون كل أنواع القهر والاستبداد.
وتحققت لأحمدو أولى أهدافه حينما تمكن من القضاء على كل تلك الإجراءات المجحفة؛ لكنه واصل النضال من أجل أن يتبوأ المواطن المخلص لوطنه مكانة مناسبة للمساهمة في تسيير شؤون البلاد من خلال المجالس المنتخبة وغيرها.
بيد أنه لم يلبث أن أدرك أن الحلول النصفية مع المستعمر مضيعة للوقت وأنه لا بد من التصميم على إخراج الفرنسيين بالقوة مسترشدا بالكفاح المسلح الذي تخوضه الشعوب المناضلة في آسيا وأفريقيا ومقتنعا بأن القوى التحررية العربية ستدعم الشعب الموريتاني إذا دخل في مرحلة الكفاح المسلح، فلم يتخل عن سلاحه السياسي بل عززه بالبندقية وأعلنها حربا على المستعمر من خارج البلاد انطلاقا من المغرب ومالى المحاذيين لموريتانيا.

## خصاله
ما كان للسيد أحمدو بابانا العلوي أن يخوض غمار هذا الكفاح لولا خصال ومميزات شخصية أهلته لتحمل المسؤولية ويمكن أن نعرض لها باختصار في الوقت الذي نحيل القارئ إلى الإنتاج الغزير (فصيحا وحسانيا) تنويها بالرجل أثناء حياته وبعد مماته، ولو جمع ذلك الإنتاج لتطلب عدة مجلدات.
تمسكه بالدين وورعه
عرف منذ شبابه بالتمسك بالدين الإسلامي الحنيف وحرصه على أداء واجباته الدينية ولو تطلب منه ذلك التضحية بعمله، وقد تعهد بحفظ القرآن الكريم والمداومة على قراءته وهو الأمر الذي واظب عليه إلى أن توفي.
لم يكن ينام من الليل إلا ساعات حيث يحرص على ختم القرآن مرات في الأسبوع تهجدا وقراءة، ولم يقبل للفرنسيين التدخل في ممارسته للشعائر الدينية خاصة أداء الصلاة في وقتها.
كان داعية إلى الله يحكم الكتاب والسنة في تصرفاته، وحينما تفرغ للدعوة سنة 1967 تمكن من إدخال العديد من الشخصيات الإفريقية في الدين الإسلامي الحنيف خاصة الراحل الحاج عمر بونغو وبعض وزراء الغابون واعداد كبيرة من سكان هذه البلاد والدول المجاورة لها، وكان برنامجه الموجه إلى الأفارقة باللغة الفرنسية فرصة لتعلم الإسلام والتفقه فيه وقد برع في ذلك بفضل علمه وتجربته الواسعة وتمسكه بالدين.
ولم يكن خلافه مع المستعمر إلا لأسباب دينية وقومية فهو يرى أن شعب موريتانيا المسلم لا يمكن أن يبقى تحت سيطرة دولة مخالفة في الدين، ولم يقبل المداهنة تحت أي ظرفية لإيمانه بالله.
أخلاقـه
الذين خاضوا معه العمل السياسي يقولون إنه كان دمث الأخلاق موطأ الأكناف يوقر الكبير ويرحم الصغير، يقابل المسيء بالإحسان، يقف في حاجات المسلمين بلا استثناء، يساوي بين الغني والفقير، يعطي المحتاج بكرم وسخاء، يقابل المواطنين بابتسامة وتواضع في حين يتسم مع رجال المستعمر بالعنف تكبرا على المتكبرين، يكرم الضيوف أيا كانوا رغبة في الأجر من الله ويحسن إلى جيرانه.
شجاعته
عرف أحمد بشجاعته التي لا تعرف حدودا حيث أنها العامل الأساسي في النجاح الذي حققه والسمعة الطيبة التي خلفها.
يظهر ذلك جليا من خلال تحديه للإدارة الفرنسية المحلية وهو إذ ذاك موظف صغير معها، ثم دخوله المعترك السياسي كأول واحد من عنصره في وجه مرشحي المستعمر.
وتجلت شجاعته في مواقفه الجريئة داخل البرلمان الفرنسي كاعتراضه على الاعتراف بإسرائيل وتهديده لهم بإعلان الجهاد في سبيل الله في موريتانيا إذا لم توقف فرنسا مساعداتها لإسرائيل.

## عودته للوطن ووفاته
لقد كان أحمد بابانا العلوي مرتبطا بوطنه الأم وحريصا على العودة إليه على الرغم من العراقيل التي وضعت أمامه حيث كان محكوما عليه بالإعدام مرتين ووجد خلال مقامه بالمغرب وفي السعودية من الظروف والامتيازات والإمكانيات ما يجعله يتسلى عن الوطن.. لقد كان الملوك والأمراء حريصون على بقائه في بلدانهم لكنه كان يترقب اليوم الذي يتمكن فيه من العودة إلى وطنه.
وعندما سنحت له الفرصة من خلال إلغاء الحكم الصادر ضده بادر بالعودة إلى موريتانيا لأول مرة بعد هجرته واستقر في نواكشوط وشيد بها منزلا كبيرا سنة 1974 وهو المنزل الذي تقيم فيه أسرته إلى اليوم كما شيد منزلا في تمبيعلي محققا بذلك أمنية صاحبته طيلة هجرته.
```
وقد توفي أحمد بابانا العلوي يوم السبت 12 شعبان 1399هـ الموافق 7 يوليو 1979 ودفن في مقبرة تمبيعلي حيث يوجد آباؤه وأجداده، رحمة واسعة ودفن بين أبيه وجده"
[
2
]
```